# Liste der Kulturdenkmale in Labenz
In der Liste der Kulturdenkmale in Labenz sind alle Kulturdenkmale der schleswig-holsteinischen Gemeinde Labenz (Kreis Herzogtum Lauenburg) aufgelistet (Stand: 10. März 2025).

## Legende
In den Spalten befinden sich folgende Informationen:
- Objekt-ID: die Nummer des Kulturdenkmales
- Lage: die Adresse des Kulturdenkmales und die geographischen Koordinaten. Kartenansicht, um Koordinaten zu setzen. In der Kartenansicht sind Kulturdenkmale ohne Koordinaten mit einem roten Marker dargestellt und können in der Karte gesetzt werden. Kulturdenkmale ohne Bild sind mit einem blauen Marker gekennzeichnet, Kulturdenkmale mit Bild mit einem grünen Marker.
- Offizielle Bezeichnung: Bezeichnung des Kulturdenkmales
- Beschreibung: die Beschreibung des Kulturdenkmales
- Bild: ein Bild des Kulturdenkmales

## Bauliche Anlagen
| Objekt-ID      | Lage                                             | Offizielle Bezeichnung | Beschreibung | Bild |
| -------------- | ------------------------------------------------ | ---------------------- | --- | ---- |
| 3329 Wikidata  | Hauptstraße 38 (53° 42′ 33″ N, 10° 31′ 28″ O)    | Wassermühle            | Alteintragung (Aktualisierung vorgesehen) - Begründung: Alteintragung (Aktualisierung vorgesehen) - Schutzumfang: Alteintragung (Aktualisierung vorgesehen) - Denkmaltyp: Bauliche Anlage | BW   |
| 9747 Wikidata  | Hauptstraße 38 (53° 42′ 33″ N, 10° 31′ 30″ O)    | Kornspeicher           | Alteintragung (Aktualisierung vorgesehen) - Begründung: Alteintragung (Aktualisierung vorgesehen) - Schutzumfang: Alteintragung (Aktualisierung vorgesehen) - Denkmaltyp: Bauliche Anlage | BW   |
| 9748 Wikidata  | Hauptstraße 38 (53° 42′ 32″ N, 10° 31′ 31″ O)    | Stallgebäude           | Alteintragung (Aktualisierung vorgesehen) - Begründung: Alteintragung (Aktualisierung vorgesehen) - Schutzumfang: Alteintragung (Aktualisierung vorgesehen) - Denkmaltyp: Bauliche Anlage | BW   |
| 9749 Wikidata  | Hauptstraße 38 (53° 42′ 32″ N, 10° 31′ 29″ O)    | Laden                  | Alteintragung (Aktualisierung vorgesehen) - Begründung: Alteintragung (Aktualisierung vorgesehen) - Schutzumfang: Alteintragung (Aktualisierung vorgesehen) - Denkmaltyp: Bauliche Anlage | BW   |
| 9750 Wikidata  | Hauptstraße 38 (53° 42′ 32″ N, 10° 31′ 29″ O)    | Hofpflaster            | Alteintragung (Aktualisierung vorgesehen) - Begründung: Alteintragung (Aktualisierung vorgesehen) - Schutzumfang: Alteintragung (Aktualisierung vorgesehen) - Denkmaltyp: Bauliche Anlage | BW   |
| 9081 Wikidata  | Schmiedetwiete 11 (53° 42′ 34″ N, 10° 31′ 10″ O) | ehem. Schmiede         | Alteintragung (Aktualisierung vorgesehen) - Begründung: geschichtlich, wissenschaftlich - Schutzumfang: Alteintragung (Aktualisierung vorgesehen) - Denkmaltyp: Bauliche Anlage           | BW   |
| 8938 Wikidata  | Schmiedetwiete 28 (53° 42′ 43″ N, 10° 30′ 58″ O) | Fachhallenhaus         | Alteintragung (Aktualisierung vorgesehen) - Begründung: Alteintragung (Aktualisierung vorgesehen) - Schutzumfang: Alteintragung (Aktualisierung vorgesehen) - Denkmaltyp: Bauliche Anlage | BW   |
| 31395 Wikidata | Schmiedetwiete 28 (53° 42′ 44″ N, 10° 30′ 58″ O) | Remise                 | Alteintragung (Aktualisierung vorgesehen) - Begründung: Alteintragung (Aktualisierung vorgesehen) - Schutzumfang: Alteintragung (Aktualisierung vorgesehen) - Denkmaltyp: Bauliche Anlage | BW   |
| 6722 Wikidata  | Schmiedetwiete 28 (53° 42′ 44″ N, 10° 31′ 1″ O)  | Backhaus aus Wentorf   | Alteintragung (Aktualisierung vorgesehen) - Begründung: Alteintragung (Aktualisierung vorgesehen) - Schutzumfang: Alteintragung (Aktualisierung vorgesehen) - Denkmaltyp: Bauliche Anlage | BW   |

## Gründenkmale
| Objekt-ID      | Lage                                            | Offizielle Bezeichnung | Beschreibung | Bild |
| -------------- | ----------------------------------------------- | ---------------------- | --- | ---- |
| 28163 Wikidata | Schmiedetwiete 28 (53° 42′ 44″ N, 10° 31′ 0″ O) | Bauerngarten           | Alteintragung (Aktualisierung vorgesehen) - Begründung: geschichtlich, Kulturlandschaft prägend - Schutzumfang: Alteintragung (Aktualisierung vorgesehen) - Denkmaltyp: Gründenkmal | BW   |

## Quelle
- Liste der Kulturdenkmale in Schleswig-Holstein – Herzogtum Lauenburg (PDF)

- Karte mit allen Koordinaten:
- OSM |
- WikiMap